# Johann Caspar Ludwig Mencke
Johann Caspar Ludwig Mencke auch: Mencken (* 8. September 1752 in Wittenberg; † 22. Juli 1795 in Halle (Saale)) war ein deutscher Rechtswissenschaftler.

## Leben
Johann Caspar Ludwig Mencke wurde 1752 in Wittenberg als Sohn des Juristen Leonhard Ludwig Mencke (1711–1762) geboren. Er wurde zuerst privat unterrichtet und besuchte vom 12. September 1764 bis zum 14. September 1770 die Fürstenschule in Grimma. Seit dem 29. September 1770 studierte er an der Universität Wittenberg. Am 11. Mai 1775 bestand er sein praktisches Examen zum Notar und wurde im Anschluss Hofmeister junger Adliger. 1777 begab er sich nach Halle (Saale), setzte dort seine Studien fort und promovierte 1780 zum Doktor der Rechte. Danach hielt Mencke Vorlesungen, war 1787 außerordentlicher Professor der Rechte, stieg 1789 in die ordentliche Professur auf und wurde damit verbunden Beisitzer an der juristischen Fakultät der Universität.
Mencke starb am 22. Juli 1795, im Alter von 42 Jahren, in Halle. Er wurde am 25. Juli 1795 auf dem halleschen Stadtgottesacker bestattet, sein Grab befindet sich im Gruftbogen Nr. 44.

## Werkauswahl
- Diss. inaug. de delictis culpa media commissis. Halle 1780
- Elementa iuriaprudentiae privatae Romano-Germanico forensis secundum Lobethani ordinem systematicum conscripta. Halle 1784